# Potosi (Texas)
Potosi è un census-designated place (CDP) della contea di Taylor, Texas, Stati Uniti. La popolazione era di 2 991 abitanti al censimento del 2010. Fa parte dell'area metropolitana di Abilene.

## Geografia fisica
Secondo l'Ufficio del censimento degli Stati Uniti, ha una superficie totale di 18,34 mi² (47,50 km²).

## Storia
I primi coloni che si stabilirono nell'area furono la famiglia Pollard, negli anni 1870. Nel 1893, R.A. Pollard fece domanda per avere un ufficio postale e scelse il nome "Potosi" prendendo spunto dalla città messicana di San Luis Potosí. Nel 1896, una stima riportava che 100 abitanti vivevano nella comunità. Nel 1940, la comunità aveva 80 abitanti, una scuola, una chiesa, quattro imprese e un certo numero di abitazioni. Nel 1949, la scuola di Potosi venne confluita nel Wylie Independent School District.
La popolazione scese fino a 20 abitanti durante gli anni 1950 per poi aumentare a 149 nel 1968. La crescita significativa nell'area, grazie anche alla sua vicinanza ad Abilene, iniziò a verificarsi alla fine degli anni 1980, e nel 1992, 1 441 persone vivevano a Potosi. Questa crescita è continuata fino ad oggi, poiché nuove suddivisioni sono state costruite e ampliate lungo la FM 1750, la strada principale attraverso Potosi. Alcune di queste sono Deerwood, Pack Saddle Prairie, Blackhawk Estates, Pack Saddle Farms, Seven Winds e Pack Saddle Meadows.

## Società

### Evoluzione demografica
Secondo il censimento del 2010, la popolazione era di 2 991 abitanti.

### Etnie e minoranze straniere
Secondo il censimento del 2010, la composizione etnica del CDP era formata dal 92,3% di bianchi, l'1,3% di afroamericani, lo 0,2% di nativi americani, l'1,6% di asiatici, lo 0,2% di oceaniani, l'1,1% di altre razze, e il 3,2% di due o più razze. Ispanici o latinos di qualunque razza erano il 6,9% della popolazione.